# Petite enfance

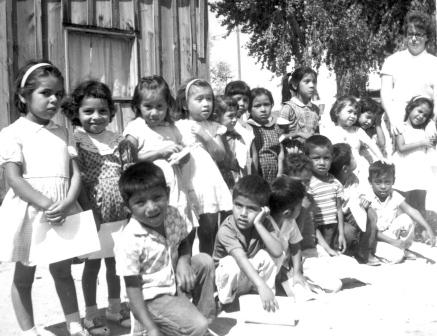
Légende : Martha Brubacher, bénévole mennonite, avec son jardin d'enfants. Stanfield, Arizona. 1963. Citation : Collection de photographies du Conseil mennonite des missions. Mission en Arizona, 1950-1970. IV-10-7.2 Boîte 1 Dossier 54, photo #40. Archives de l'Église mennonite des États-Unis - Goshen. Goshen, Indiana.

 (janvier 2025).
La petite enfance est un stade du développement humain. Ce moment est un stade crucial : il est clairement établi que le milieu de vie intervient non seulement dans le nombre de connexions mais aussi dans le mode de fonctionnement du cerveau. 

## La petite enfance comme stade de développement de l’être humain
Cette période de l'enfance suit l'état de nourrisson. On considère que la petite enfance va :
- soit de la naissance à l'âge de 3 ans (en France, âge à partir duquel l'instruction est obligatoire, l'école maternelle accueillant les enfants à partir de cet âge jusqu'à l'entrée en école élémentaire) ;
- soit de la naissance à l'âge de 6 ans (en France, 6 ans était jusqu'en 2019 l'âge à partir duquel l'instruction était obligatoire,  rabaissé à 3 ans depuis) ;
- soit de 2 ans à 4 ans (entre nourrisson et enfance moyenne)[1].

Le terme « jeune enfant » est également utilisé en pédiatrie pour désigner un enfant âgé de 3 à 6 ans (entre nourrisson et enfant), le terme « tout-petits » pouvant désigner les moins de 3 ans.
La tranche d’âge couverte par le vocable « petite enfance » n’est pour autant pas neutre puisqu’elle détermine les champs de compétences des différents acteurs publics et parapublics. À titre d’exemple, voici ci-dessous les conditions d’âge associées à différents services :
- protection maternelle et infantile : 0 – 6 ans
- assistante maternelle : 0 – 6 ans
- crèche : 0 – 3 ans
- halte garderie, jardin d'enfants, jardins d'éveil et autres structures passerelles : 0 – 6 ans
- école maternelle : 2 – 6 ans
- centres d’action médico-sociale précoce : 0 – 6 ans

## Intérêt de la petite enfance
« De toutes les espèces connues, le petit de l’homme reste le plus longtemps sans défense et pas du tout préparé à affronter le monde extérieur. Période de risque et de danger, la petite enfance est aussi riche de possibilités incommensurables, c’est le temps de l’exploration, de l’expérimentation, de la maîtrise du changement. C’est la période cruciale où l’enfant adopte progressivement un comportement favorable à l’apprentissage et cherche à aller vers le monde extérieur. » Cette période est également cruciale pour l’incorporation de normes de genre, comme le montrent différentes études menées en Suisse,. L'évolution des savoirs sur la petite enfance a été extrêmement  importante, notamment depuis la Seconde guerre mondiale, comme le montrent les travaux de Laurence Gavarini ou de Gérard Neyrand.
Les arguments en faveur du développement de la petite enfance sont nombreux : 
- argument économique : amélioration de la productivité grâce à une population dont le potentiel est augmenté par des capacités d’apprentissage développées dès le plus jeune âge ;
- argument éthique : porté en particulier par l’UNICEF les droits de l’enfant ont été consacrés au niveau international en raison du besoin d’une protection spéciale et de soins spéciaux qui lui sont reconnus du fait de sa fragilité ;
- argument politique : porter attention aux problèmes que pose aux parents le fait d’avoir de jeunes enfants qui par définition ne sont pas autonomes ;
- argument social : favoriser l’égalité des classes et des sexes, améliorer les conditions sociales de vie ;
- argument scientifique et de santé publique : les premières années sont déterminantes pour toute la vie (même si des nuances doivent être apportées notamment en cas de traumatismes grâce à la capacité de résilience des jeunes enfants) or l’enfant est particulièrement fragile durant cette période,
- argument humanitaire : tant il y a dans tous les pays du monde des enfants qui vivent dans des conditions particulièrement difficiles.

## Éducation et protection de la petite enfance
L’UNESCO considère que les huit premières années de l'existence sont cruciales pour le développement de l’enfant. Les premières années de la vie sont aussi celles de la plus grande vulnérabilité des jeunes. L’éducation et la protection de la petite enfance (EPPE) sont une problématique mondiale à laquelle s’attachent les institutions internationales.  
La maltraitance est encore trop répandue à travers le monde chez les enfants quel que soit leur âge. Bien que dans certains pays en voie de développement cela soit à prendre avec précaution tant le niveau de précarité oblige les parents à faire travailler très tôt les enfants. Une situation économique difficile ne laisse souvent pas le choix aux parents qui voudraient bien faire autrement.
Organisée par l’UNESCO, le gouvernement de la fédération de Russie et la ville de Moscou, la première conférence mondiale sur l’EPPE s’est tenue en septembre 2010 à Moscou. Le plan d’action, adopté à l’issue de cette rencontre, appelle les gouvernements à mobiliser des engagements plus forts pour l’EPPE. Dès 2000, la conférence mondiale de Dakar pour l’Éducation Pour Tous engageait 164 États à « développer et améliorer sous tous leurs aspects la protection et l’éducation de la petite enfance, et notamment des enfants les plus vulnérables et défavorisés ». Force est de constater que beaucoup restent à faire.
La protection de l’enfance est définie en France à l’article L.112-3 du Code de l'action sociale et des familles : « est a pour but de prévenir les difficultés auxquelles les parents peuvent être confrontés dans l'exercice de leurs responsabilités éducatives, d'accompagner les familles et d'assurer, le cas échéant, selon des modalités adaptées à leurs besoins, une prise en charge partielle ou totale des mineurs. Elle comporte à cet effet un ensemble d'interventions en faveur de ceux-ci et de leurs parents ». La protection de l’enfance concerne donc les jeunes jusqu’à leurs 18 ans, incluant la petite enfance.

## En France

### Politiques publiques françaises en lien avec la petite enfance
La France a décidé de mettre en œuvre des politiques publiques pour répondre à des enjeux qui relèvent :
- de la politique de santé publique : la loi no 2007-308 du 7 mars 2007 réaffirme la compétence du Conseil général pour conduire des actions de protection maternelle et infantile (article L.2112-1 du Code de la santé publique), et de planification familiale. Le Conseil général n’est pour autant pas l’acteur exclusif de l’aide sociale à l'enfance. Les missions dévolues au Conseil général concernent notamment la détection précoce de troubles psychomoteurs permet l’orientation des enfants concernés vers des professionnels de santé et améliore ainsi l’état de santé de la population, la prise en charge de la femme enceinte par des visites médicales obligatoires, des actions médico-sociales en faveur des enfants de moins de 6 ans dans les consultations de protection infantile et à domicile par les puéricultrices, la prévention des mauvais traitements et la prise en charge des mineurs maltraités, des actions de planification et d’éducation familiale, etc.
- de la politique de la famille :
  - apport d’une aide à l’exercice de la parentalité,
  - la mise en place de modes d’accueil diversifiés permettant la conciliation de la vie familiale et de la vie professionnelle. La gestion des accueils collectifs (crèches, haltes-garderies, …) est principalement le fait des communes mais des entreprises de crèches privées proposent également ce type d'accueil tel que People and baby, Babilou, Les Petits Chaperons Rouges, Cap Enfants, etc.
  - congés de maternité et de paternité,
  - politique de l’adoption,

- de la politique sociale au travers du redressement des inégalités par le versement d’allocations familiales ;
- de la politique de l’égalité des chances à travers la mixité sociale au sein des lieux collectifs d’accueil préscolaire, l’éducation au savoir vivre ensemble ;
- de la politique du travail : la petite enfance, c’est également des métiers en rapport avec cette classe d’âge : éducateur de jeunes enfants,  assistante maternelle, agent territorial spécialisé d'école maternelle (ATSEM), psychomotricien, auxiliaire de  puériculture, puéricultrice, pédopsychiatre, orthophoniste,  animateur, infirmière scolaire, kinésithérapeute, psychologue scolaire, professeur des écoles, éducateur spécialisé ;
- de la politique de l’éducation : en France, scolarisation facultative des enfants dès l’âge de 3 ans et obligatoire à partir de 6 ans ;
- de la politique de la justice. Trois magistrats sont compétents en matière d’enfance : le juge des enfants (spécialisé dans les affaires de l’enfance en danger et délinquante), le juge aux affaires familiales (contentieux de l’exercice de l’autorité parentale), le juge des tutelles (filiation, tutelle des mineurs).

### Service public de la petite enfance
Le Service public de la petite enfance est une responsabilités de communes depuis le 1er janvier 2025, comme prévu par la loi pour le plein-emploi du 18 décembre 2023.

## Formations pour exercer dans le secteur de la petite enfance
De nombreux métiers sont accessibles aux personnes désireuses de travailler dans le secteur de la petite enfance. 
- La formation pour devenir assistante maternelle : basée sur les deux unités du CAP Accompagnant éducatif (AEPE) elle est de 120 heures minimum et elle est validée en fonction de trois examens (QCM et Oral) vous devrez ensuite vous présenter pour passer deux épreuves (oral et écrite) qui se basent toujours sur les deux unités du CAP AEPE en vous inscrivant sur le sites de l'académie la plus proche de votre domicile.
- Le CAP accompagnement éducatif  : ce diplôme, accessible dès la troisième, permet d'accéder à des postes en école maternelle, en crèche collective, en halte-garderie, en garderie périscolaire ou encore en centre de vacances. Les métiers qu'il est possible d'exercer sont les suivants : agent de crèche, aide auxiliaire de puériculture, aide-éducateur, agent d’animation, animateur petite enfance. La formation dure deux ans et peut être suivie en formation en alternance ou en formation initiale.
- L'institut de formation pour les éducateurs de jeunes enfants après concours : il est possible de se porter candidat au concours dès l'âge de 18 ans, après l'obtention du baccalauréat, ou après avoir obtenu le diplôme d'auxiliaire de puériculture, le certificat d'aptitude aux fonctions d'aide médico-psychologique, ou le diplôme d'auxiliaire de vie sociale. Après 24 mois de formation, l'école confère aux étudiants un diplôme d'état permet d'exercer le métier d'éducateur de jeunes enfants dans des structures telles que les hôpitaux, les haltes-garderies, les crèches, les foyers de l'enfance ainsi que les centres médico-psychologiques.
- Le concours ATSEM : les détenteurs du CAP petite enfance peuvent prétendre à passer ce concours. Les agents territoriaux spécialisés des écoles maternelles assistent les professeurs en écoles maternelles.
- L'institut de formation pour les psychomotriciens après concours : les personnes titulaires du baccalauréat sont admises à passer le concours. Le psychomotricien, spécialiste du soin des troubles psychomoteurs, peut exercer en centres de rééducation, en services de psychiatrie, en centres médico-psycho-pédagogiques.
- L'institut de formation pour les puéricultrices après concours : après obtention du diplôme d’État d'infirmière ou de sage-femme, il est possible de se porter candidat au concours. Les puéricultrices suivent ensuite une formation d'un an (une modification à une durée de deux ans est en cours de réflexion). Il est possible d'exercer ce métier dans des services hospitaliers spécialisés (néonatalogie, réanimation pédiatrique...) ou dans des institutions sanitaires et sociales (crèches ou PMI par exemple).
- L'École Supérieure du Professorat et de l'Éducation : Les ESPE préparent au métier de professeur des écoles. Ce métier peut être exercé en écoles maternelles comme en écoles primaires. Après une licence, les étudiants désireux de passer le concours de professeur des écoles intègrent les ESPE pour y préparer un Master métiers de l'enseignement, de l'éducation et de la formation (MEEF). Au cours de ces deux ans ont lieu les concours écrits et oraux donnant accès à la profession.
- Le Diplôme d'Études Spécialisées (DES) en pédiatrie[9]. Après avoir réalisé six ans d'études de médecine, les étudiants souhaitant devenir pédiatre suivent un cursus de quatre ans à l'issue duquel ils doivent soutenir une thèse. Les pédiatres exercent en cabinet ou dans les hôpitaux.